# Station Orangis - Bois de l'Épine
Station Orangis - Bois de l'Épine is een spoorwegstation aan de spoorlijn Grigny - Corbeil-Essonnes. Het ligt in de Franse gemeente Ris-Orangis in het departement Essonne (Île-de-France).

## Geschiedenis
Het station is op 6 december 1975 geopend bij de opening van de spoorlijn Grigny - Corbeil-Essonnes.

## Ligging
Het station ligt op kilometerpunt 4,870 van de spoorlijn Grigny - Corbeil-Essonnes.

## Diensten
Het station wordt aangedaan door verschillende treinen van de RER D:
- tussen Châtelet - Les Halles en Malesherbes;
- tussen Villiers-le-Bel - Gonesse/Juvisy en Melun. Tijdens deze spits rijden de treinen niet verder van Juvisy, in de daluren rijden de treinen verder naar Villiers-le-Bel - Gonesse.

## Vorige en volgende stations
| Richting                 | Vorig station | Lijn  | Volgend station      | Richting       |
| ------------------------ | ------------- | ----- | -------------------- | -------------- |
| Châtelet - Les Halles D8 | Grigny-Centre | RER D | Évry - Courcouronnes | Malesherbes D4 |
| Juvisy                   | Grigny-Centre | RER D | Évry - Courcouronnes | Melun D2       |